# Róbalo
Róbalo (Centropomus undecimalis) är en fiskart som först beskrevs av Marcus Élieser Bloch 1792.  Róbalo ingår i släktet Centropomus och familjen Centropomidae. Inga underarter finns listade i Catalogue of Life.